# Ariane 40
Ariane 40 – budowana we Francji rakieta nośna, bazowy model rakiety Ariane 4. Różnicą od innych wariantów tej rakiety jest fakt, że ta rakieta startowała ze zbiornikami paliwa w członach centralnych (tylko 1. i 2. człon) nie napełnionymi całkowicie paliwem.

## Starty
1. 22 stycznia 1990, 01:35 GMT; miejsce startu: kosmodrom Kourou (ELA-2), Gujana Francuska
Ładunek: SPOT-2; Oscar 14, Oscar 15, Oscar 16, Oscar 17, Oscar 18, Oscar 19; Uwagi: start udany
2. 17 lipca 1991, 01:46 GMT; miejsce startu: kosmodrom Kourou (ELA-2), Gujana Francuska
Ładunek: ERS-1, Oscar 22, Orbcomm-X, Tubsat-A, SARA; Uwagi: start udany
3. 26 września 1993, 01:45 GMT; miejsce startu: kosmodrom Kourou (ELA-2), Gujana Francuska
Ładunek: SPOT-3, Stella, Kitsat-2, Posat-1, Healthsat-2, ITAMsat, Eyesat-1; Uwagi: start udany
4. 21 kwietnia 1995, 01:44 GMT; miejsce startu: kosmodrom Kourou (ELA-2), Gujana Francuska
Ładunek: ERS-2; Uwagi: start udany
5. 7 lipca 1995, 16:23 GMT; miejsce startu: kosmodrom Kourou (ELA-2), Gujana Francuska
Ładunek: Helios 1A, CERISE, LBSAT-1; Uwagi: start udany
6. 24 marca 1998, 21:51 GMT; miejsce startu: kosmodrom Kourou (ELA-2), Gujana Francuska
Ładunek: SPOT-4; Uwagi: start udany
7. 3 grudnia 1999, 04:31 GMT; miejsce startu: kosmodrom Kourou (ELA-2), Gujana Francuska
Ładunek: Helios 1B, Clementine; Uwagi: start udany